# ماريا مارثا سيرا ليما
ماريا مارثا سيرا ليما (بالإسبانية: María Martha Serra Lima)‏ هي مغنية أرجنتينية، ولدت في 19 ديسمبر 1944 في بوينس آيرس في الأرجنتين، وتوفيت في 2 نوفمبر 2017 في ميامي في الولايات المتحدة بسبب سرطان البنكرياس.

## وصلات خارجية
- الموقع الرسمي
- ماريا مارثا سيرا ليما على موقع IMDb (الإنجليزية)
- ماريا مارثا سيرا ليما على موقع ميوزك برينز (الإنجليزية)
- ماريا مارثا سيرا ليما على موقع أول ميوزيك (الإنجليزية)
- ماريا مارثا سيرا ليما على موقع ديسكوغز (الإنجليزية)